# كينيث نيوتن
كينيث نيوتن (بالإنجليزية: Kenneth Newton)‏ (6 نوفمبر 1927 - 6 مارس 2010)؛ كاتب، طبيب وروائي بريطاني.